# Công quốc Sachsen-Coburg và Gotha
Công quốc Sachsen-Coburg và Gotha (tiếng Đức: Herzogtum Sachsen-Coburg und Gotha) là một nhà nước cấu thành nên Đế quốc Đức, được cai trị bởi một trong những nhánh của dòng Ernestine, chi trưởng của Nhà Wettin. Lãnh thổ của nó nằm trong bang Thüringen và Bayern, Đức ngày nay. Nó tồn tại từ năm 1826 đến Cách mạng Đức năm 1918 thì chế độ quân chủ bị bãi bỏ trên toàn bộ Đế chế Đức. Vào tháng 11 năm 1918, Carl Eduard xứ Sachsen-Coburg và Gotha, đã buộc phải thoái vị. Năm 1920, phần phía bắc của Công quốc (kể từ năm 1918, bang tự do Gotha; về mặt văn hóa và ngôn ngữ Thüringen) đã được hợp nhất với sáu bang tự do khác để tạo thành bang tự do Thüringen: Sachsen-Weimar-Eisenach (cho đến năm 1918 là một đại công quốc), Sachsen-Altenburg và Sachsen-Meiningen (cho đến năm 1918 là những công quốc), Schwarzburg-Rudolstadt và Schwarzburg-Sondershausen cũng như bang nhân dân Reuss (cho đến năm 1918 là lãnh thổ của Thân vương quốc Reuss-Gera). Phần phía nam của công quốc (kể từ năm 1918 là bang tự do Coburg; về mặt văn hóa và ngôn ngữ Franken), nằm về chót phía nam của các bang Thüringen, là bang duy nhất, sau một cuộc trưng cầu dân ý, đã trở thành một phần của bang Bayern tự do.
Tiền thân của Công quốc Sachsen-Coburg và Gotha chính là Công quốc Sachsen-Coburg-Saalfeld, nó chính thức thay đổi quốc hiệu từ năm 1826, khi Công tước Ernst III được thừa kế phần lãnh thổ Gotha sau cái chết không có người thừa kế của Friedrich IV, Công tước xứ Sachsen-Gotha-Altenburg, nhưng đổi lại ông phải mất Saalfeld cho công tước xứ Sachsen-Meiningen. Con trai của Ernst là Công tử Albrecht đã kết hôn với Nữ vương Victoria, khởi đầu cho việc Sachsen-Coburg và Gotha trở thành một vương tộc ở Vương quốc Anh. Em trai út của Công tước Ernst là Công tử Leopold được bầu lên ngai vàng của Vương quốc Bỉ, trong khi đó một người em trai khác là Thân vương Ferdinand đã hôn phối với nữ thừa kế Nhà Koháry để tạo ra nhánh Sachsen-Coburg và Gotha-Koháry, sau trở thành vương tộc trị vì Bồ Đào Nha và Bulgaria.
Cái tên Sachsen-Coburg-Gotha cũng đề cập đến vương tộc Sachsen-Coburg và Gotha, đóng nhiều vai trò khác nhau trong lịch sử triều đại và chính trị của châu Âu trong thế kỷ 19 và 20. Vào đầu thế kỷ 20, trước Thế chiến thứ nhất, đó là vương tộc của các chủ quyền Vương quốc Anh, Bỉ, Bồ Đào Nha, Bulgaria và Sachsen-Coburg-Gotha. Năm 1910, nhà vua Bồ Đào Nha đã bị phế truất, và điều tương tự cũng xảy ra ở Sachsen-Coburg-Gotha vào năm 1918 và ở Bulgaria năm 1946. Cho đến 2022, một nhánh của vương tộc vẫn trị vì ở Bỉ, Vương quốc Anh, và các lãnh thổ Thịnh vượng chung khác, Simeon II (trị vì năm 1943-46), giữ họ của mình trong khi làm thủ tướng Bulgaria từ năm 2001 đến 2005.
Sachsen-Coburg và Gotha là cách gọi thống nhất dưới vương quyền của một công tước, nhưng trên thực tế thì nó là 2 công quốc riêng biệt với 2 chính phủ và nghị viện riêng biệt, trị vì dưới hình thức liên minh cá nhân và chưa bao giờ được hợp nhất dưới hình thức một nhà nước. Trong Hạ viện của Đế quốc Đức, Sachsen-Coburg và Gotha có 2 ghế cho 2 công quốc, một ghế cho Coburg và một ghế cho Gotha. Trong suốt quá trình tồn tại của nó từ năm 1826 cho đến khi xoá bỏ chế độ quân chủ vào năm 1918, 2 công quốc đã trải qua 4 đời công tước trị vì dưới hình thức liên minh cá nhân, bao gồm: Ernst I, Ernst II, Alfred và Carl Eduard.

## Lịch sử

Ducal standard xứ Sachsen-Coburg và Gotha

Công quốc ra đời khi Friedrich August I, vua của Vương quốc Sachsen đứng ra làm trọng tài và đưa ra Hiệp ước Hildburghausen vào ngày 12 tháng 11 năm 1826, áp dụng cho Gothaische Teilung (Phân khu Gothan), sự sắp xếp lại rộng rãi Các công quốc Ernestine. Sau khi dòng Công tước Sachsen-Gotha-Altenburg tuyệt tự, Công tước xứ Sachsen-Hildburghausen đã đổi Công quốc của mình lấy Công quốc Sachsen-Altenburg. Dòng dõi Sachsen-Meiningen trở thành Sachsen-Hildburghausen và nhận thêm từ Công quốc Sachsen-Coburg-Saalfeld các vùng lãnh thổ Saalfelder cũng như huyện Themar và các địa điểm Mupperg, Mogger, Liebau và Oerlsdorf. Công quốc Sachsen-Coburg-Saalfeld đã nhận được Công quốc Sachsen-Coburg, các huyện Königsberg và Sonnefeld từ Công quốc Sachsen-Hildburghausen, và các tài sản của Callenberg và Gauerstadt từ Công quốc Sachsen-Meiningen.
Vào thời điểm đó, Thân vương quốc Lichtenberg, trên Sông Nahe, đã là một phần của Công quốc Coburg trong 10 năm. Ernst III, Công tước xứ Sachsen-Coburg-Saalfeld, đã nhận được nó vào năm 1816 từ Đại hội Viên vì đã hỗ trợ Đồng minh trong cuộc chiến chống lại Đệ Nhất Đế chế Pháp của Napoleon I. Nhưng, vì khoảng cách quá xa từ Coburg và tình trạng bất ổn do Hambach Festival gây ra, Công tước đã bán Công quốc vào năm 1834 cho Vương quốc Phổ.

Các nhà nước Thuringia và thủ đô của họ cho đến năm 1918
Các bang tự do 1918-1920; thống nhất thành Thuringia từ năm 1920
Các công quốc Ernestine
(Ernestines → Nhà Wettin)
Công quốc Sachsen-Coburg và Gotha (Gotha, Coburg)
Đại công quốc Sachsen-Weimar-Eisenach (Weimar)
Công quốc Sachsen-Altenburg (Altenburg)
Công quốc Sachsen-Meiningen (Meiningen)
Các Thân vương quốc Reussian
(Nhà Reuss → Vögte (advocates) của Weida, Gera và Plauen)
Thân vương quốc Reuss-Gera (Gera)
Thân vương quốc Reuss-Greiz (Greiz)
Thống nhất thành Nhà nước Nhân dân Reuss (Gera) 1919-1920
Các Thân vương quốc Schwarzburgian
(Nhà Schwarzburg)
Thân vương quốc Schwarzburg-Rudolstadt (Rudolstadt)
Thân vương quốc Schwarzburg-Sondershausen (Sondershausen)
Các nhà nước xung quanh và thủ đô của họ
Vương quốc Phổ (Berlin), Tỉnh Sachsen (Magdeburg), Vùng Erfurt (Erfurt)
Vương quốc Phổ, Tỉnh Hessen-Nassau (Kassel), Vùng Kassel (Kassel)
Vương quốc Phổ, Tỉnh Sachsen, Vùng Merseburg (Merseburg)
Vương quốc Bayern (Munich)
Vương quốc Sachsen (Dresden)
Không có trong Đế quốc Đức
Áo-Hung (Viên), Cisleithania (Viên), Vương quốc Bohemia (Prague)

Công quốc Sachsen-Coburg và Gotha mới thành lập ban đầu là một công quốc kép, do Ernst III cai trị với tư cách là Công tước Ernest I trong một liên minh cá nhân, nhưng chỉ có một phiếu bầu tại Bundesrat. Cơ hội thống nhất hai công quốc vào năm 1826 đã bị bỏ lỡ. Sau Staatsgrundgesetz (Luật của Hạ viện) năm 1852, các công quốc đã bị ràng buộc trong một liên minh chính trị. Khi đó, chúng là một nhà nước đơn nhất bán liên bang. Những nỗ lực sau đó nhằm sáp nhập các công quốc đã thất bại vào năm 1867 vì Landtag của Gotha không muốn gánh các khoản nợ nhà nước cao hơn của Coburg và vào năm 1872 vì những câu hỏi về việc quản lý toàn bộ liên minh.
Công quốc Sachsen-Coburg và Gotha đã nhận được một hiến pháp nhà nước vào ngày 3 tháng 5 năm 1852, trong đó đã lấy đi một phần đáng kể các quyền cơ bản từ Hiến pháp của Nghị viện Frankfurt. Nó cũng gia nhập Zollverein của Đức vào năm 1834, Liên bang Bắc Đức vào năm 1866 và Đế quốc Đức vào năm 1871. Tại Bundesrat ở Berlin, nơi nó có văn phòng đại diện,nhưng kể từ năm 1913, giống như hầu hết các nhà nước Thuringian khác, nó phải nhờ đến Đại công quốc Sachsen-Meiningen để được đại diện.
Ernst I qua đời vào năm 1844. Con trai cả và người kế vị của ông, Ernst II, đã trị vì cho đến khi qua đời vào năm 1893. Vì ông qua đời mà không có con, nên ngai vàng của hai công quốc sẽ được chuyển cho hậu duệ nam của người em trai quá cố của ông là Thân vương Albert. Nhưng Thân vương Albert là chồng của Nữ hoàng Victoria của Vương quốc Anh và con trai cả của ông, Edward, Thân vương xứ Wales, đã là người thừa kế của vương quyền Anh. Bên cạnh đó, ông bị Hiến pháp của cả hai công quốc cấm thừa kế ngai vàng nếu có những người thừa kế nam đủ điều kiện khác. Nhưng Edward đã từ bỏ yêu sách của mình để ủng hộ người em trai kế của mình là Vương tử Alfred, Công tước xứ Edinburgh. Vì vậy Alfred đã trở thành Công tước tiếp đời thứ 3 của Sachsen-Coburg và Gotha.

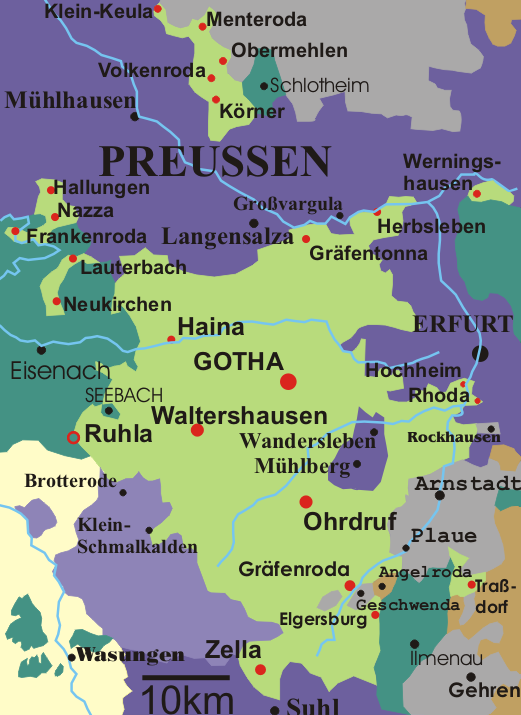
Cộng hòa Sachsen-Gotha sau đó là Bang tự do Sachsen-Gotha

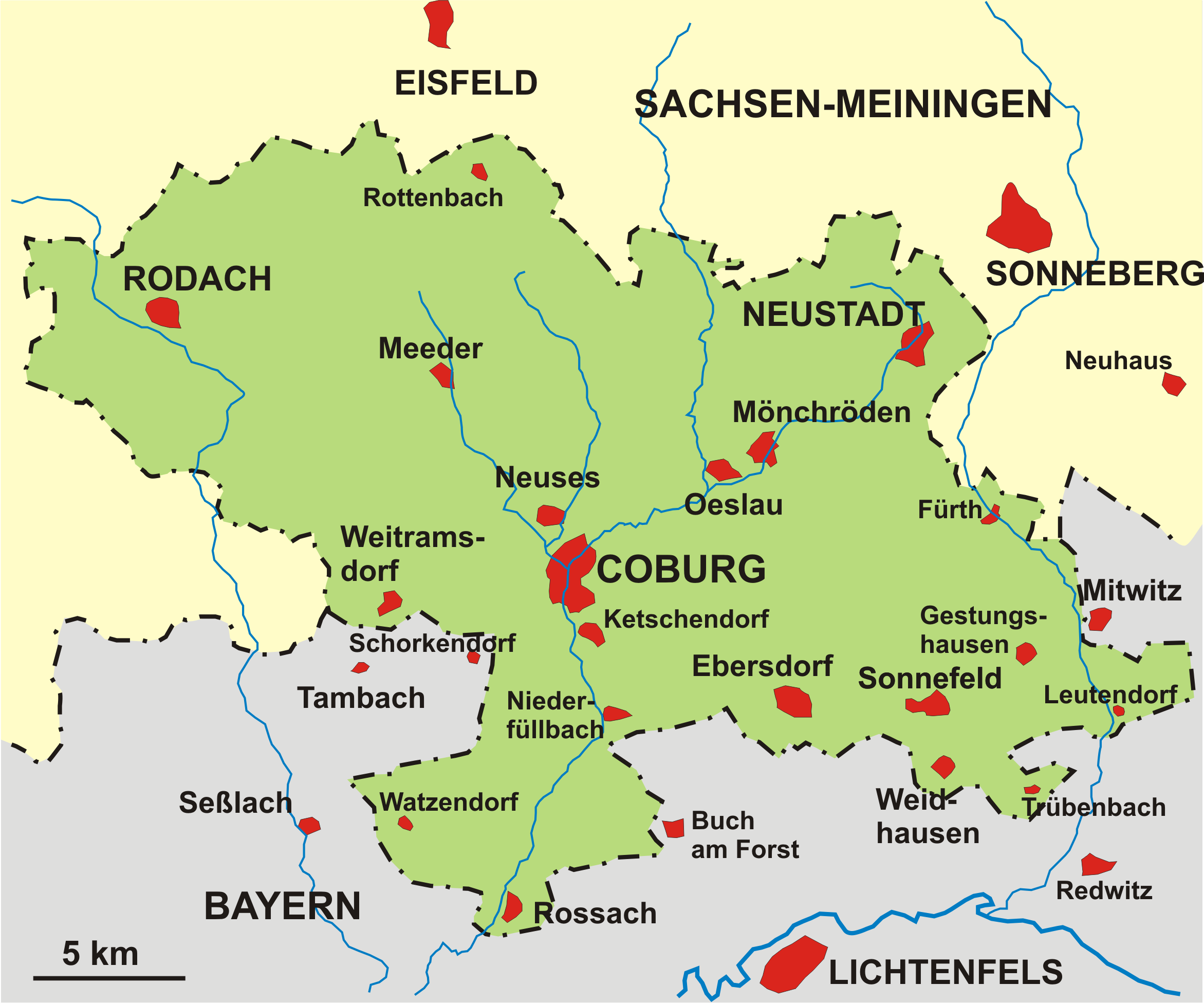
Bang tự do Coburg

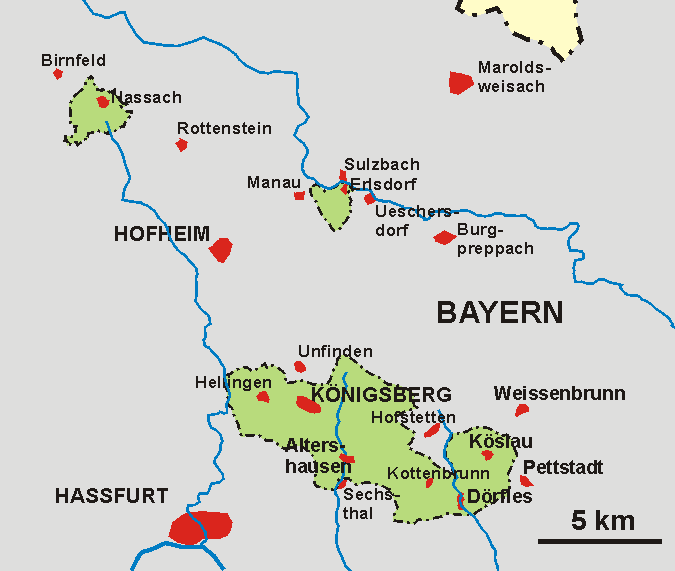
Vùng đất bao bọc của Bang tự do Sachsen-Coburg, Königsberg ở Bavaria

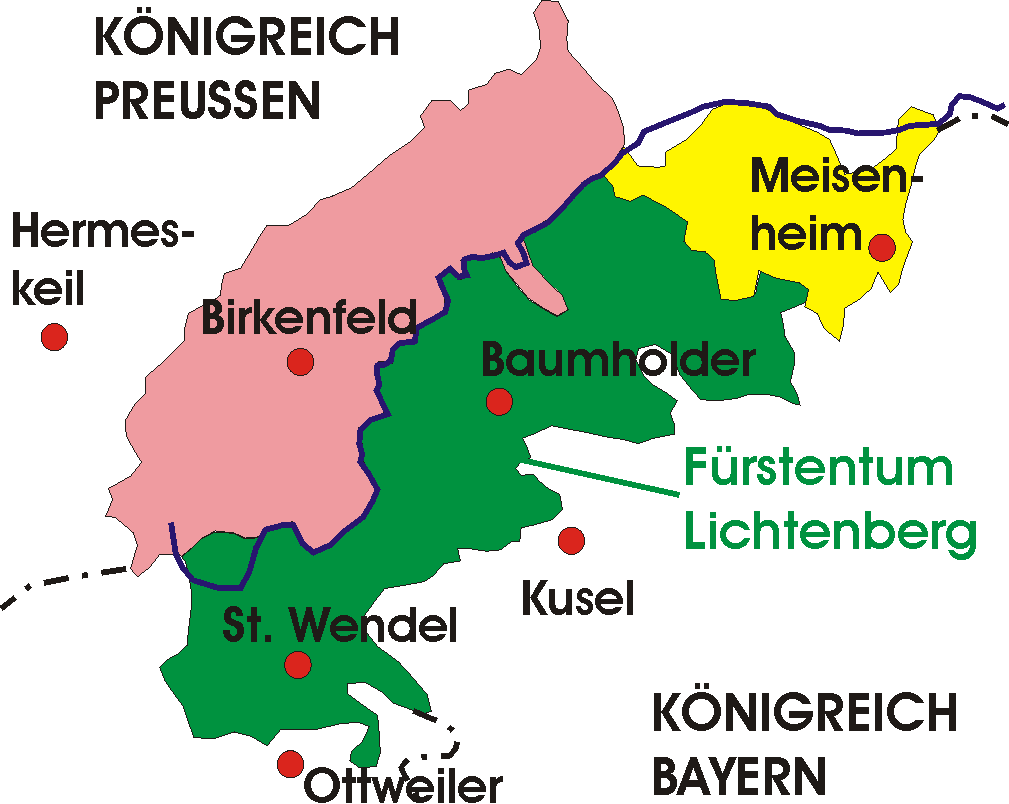
Thân vương quốc Lichtenberg, (1816–1834)

Người con trai duy nhất của Alfred, là Công tử Alfred Alexander, mất năm 1899, vì vậy khi Công tước Alfred mất năm 1900, người kế vị ông là cháu trai của mình là Charles Edward, Công tước xứ Albany, 16 tuổi, con duy nhất của Vương tử Leopold (con trai út của Nữ hoàng Victorai), vì em trai thứ hai của Công tước Alfred là Vương tử Arthur, Công tước xứ Connaught và con trai của ông là Vương tôn tử Arthur xứ Connaught đã từ bỏ yêu sách kế vị của riêng họ. Trị vì với tư cách là Công tước Carl Eduard, dưới sự Nhiếp chính của Thân vương Ernst von Hohenlohe-Langenburg cho đến khi ông đủ tuổi nắm vương vị vào năm 1905. Công tước mới cũng tiếp tục sử dụng tước hiệu Anh của mình, Công tước xứ Albany. Nhưng, vì ông đã chọn đứng về phía người Đức chống lại người Anh trong Thế chiến thứ nhất, nên ông đã bị tước bỏ tước hiệu Anh của mình vào năm 1919.
Sau khi Cách mạng tháng Mười Một chấm dứt chế độ quân chủ vào năm 1918, hai công quốc trở thành hai bang riêng biệt và độc lập, Bang Tự do Coburg và Cộng hòa Gotha, sau này đổi tên thành Nhà nước Tự do Gotha. Tuy nhiên, các nhà lãnh đạo của họ tin rằng các bang mới của họ không khả thi về mặt kinh tế, vì vậy họ bắt đầu tìm kiếm các vụ sáp nhập có thể xảy ra. Cuối cùng, một cuộc trưng cầu dân ý đã được tổ chức vào ngày 30 tháng 11 năm 1919 và quyết định đã được đưa ra. Vào ngày 1 tháng 5 năm 1920, Bang Tự do Gotha đã sáp nhập với Bang Thuringia mới, và Bang Tự do Coburg cũng theo sau hai tháng sau đó, vào ngày 1 tháng 7 năm 1920, bằng cách hợp nhất với Bang Tự do Bayern.

## Chính trị
Trong Đế quốc Đức của Nhà Hohenzollern, Công quốc Sachsen-Coburg và Gotha chỉ có một phiếu bầu tại Bundesrat (Thượng viện Đế chế) và hai phiếu bầu (cho hai Công quốc Coburg và Công quốc Gotha) tại Reichstag (Hạ viện Đế chế).
Mỗi Công quốc có Landtag (Quốc hội) riêng, được bầu 4 năm một lần bởi những người nộp thuế nam trên 25 tuổi. Chỉ những nam giới từ 30 tuổi trở lên mới đủ điều kiện ứng cử. Hội đồng Coburger có 11 thành viên và cơ quan tương tự tại Gotha có 19 thành viên. Các hội đồng họp hàng năm, nhưng cứ hai năm một lần, họ sẽ họp lại, luân phiên tại Gotha và Coburg, để giải quyết các vấn đề và câu hỏi liên quan đến cả hai Công quốc.
Tuy nhiên, đối với cả hai công quốc, đều có một Bộ Nhà nước tại Gotha nhưng Coburg và Gotha có các bộ trực thuộc và gần như độc lập. Bộ trưởng Nhà nước chỉ đạo Bộ Công quốc của Gotha nhưng đối với cả hai Công quốc, ông chịu trách nhiệm về các vấn đề nhà nước, chính sách kinh tế và thương mại, tư pháp và việc thực hiện luật pháp của Đế quốc. Tại Coburg, đối với các vấn đề của nhà nước như dịch vụ cộng đồng, nhiệm vụ cảnh sát, hỗ trợ nhà thờ nhà nước và giáo dục, cũng như quản lý tài sản và tài chính, và cho đến năm 1891, các vấn đề của tòa án, chính quyền địa phương không thể can thiệp vào các quyết định từ Gotha.
Tài chính của cả hai Công quốc về cơ bản vẫn không liên quan đến nhau. Nhưng trong quá trình quản lý, luôn có sự phân biệt giữa doanh thu của vương quyền từ các lãnh địa và doanh thu của Nhà nước từ thuế và nghĩa vụ. Cữ 4 năm một lần, một ngân sách chung, đặc biệt là trong các giao dịch tài chính với Đế chế Đức, được lập ra, ngay cả khi nó can thiệp vào các hoạt động địa phương và nhà nước của hai Công quốc. Các khoản tài trợ từ ngân sách nhà nước của cả hai Công quốc được thực hiện theo tỷ lệ 7:3 giữa Gotha và Coburg.
Do quy mô và tài chính của mình, Công quốc không có đại sứ nhưng có các lãnh sự thương mại. Họ đã giao thương với Đế quốc Áo-Hung, Bỉ, Brazil, Chile, Cuba, Ecuador, Pháp, Anh, Ý, Mexico, Peru, Bồ Đào Nha, Vương quốc Phổ, Đế quốc Nga, Tây Ban Nha, Thụy Sĩ và Đế quốc Ottoman. Hoa Kỳ có lãnh sự riêng tại Coburg từ năm 1897 đến năm 1918.
Trong Nội chiến Hoa Kỳ, Ernst Raven được giao chức vụ lãnh sự tại tiểu bang Texas. Ông đã nộp đơn lên Chính phủ Liên minh miền Nam để xin giấy phép ngoại giao vào ngày 30 tháng 7 năm 1861 và đã được chấp nhận.

## Quốc phòng

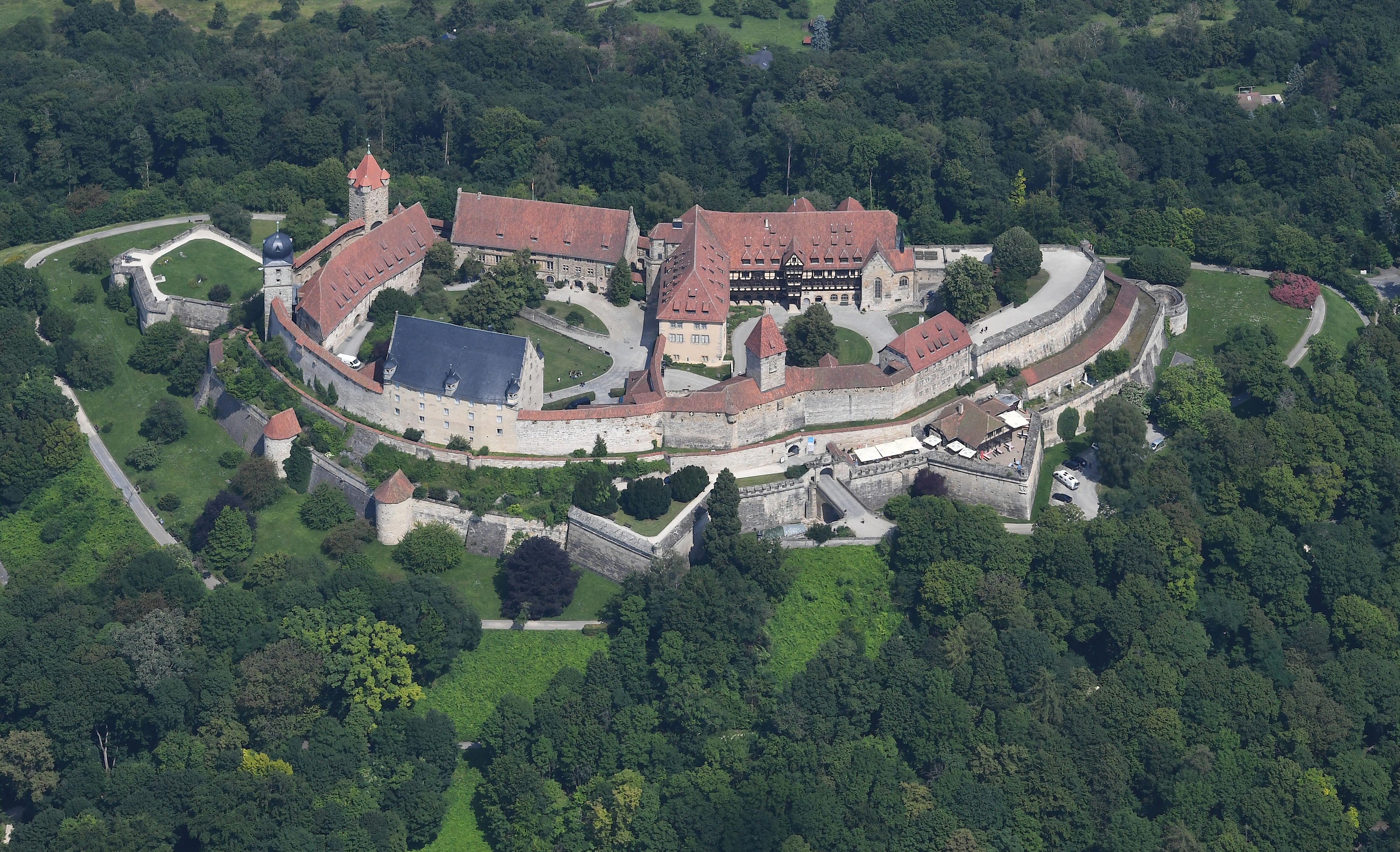
Coburg Fortress

Trước năm 1867, Công quốc Sachsen-Coburg và Gotha có Quân đội riêng. Nhưng, vào ngày 26 tháng 6 năm 1867, do một hiệp ước được ký kết vào năm 1866 với Vương quốc Phổ, Quân đội của công quốc này đã được bổ sung, cho mục đích phòng thủ và tuyển dụng, vào Trung đoàn Bộ binh Thuringian số 6, số 95 của Sư đoàn 22, Quân đoàn XI. Ba tiểu đoàn của Thuringian số 6 được phân công đến Gotha (số 1), Hildburghausen (số 2) và Coburg (số 3) nhưng trụ sở của Quân đoàn lại ở Kassel. Không giống như Phổ, nơi nghĩa vụ quân sự là bắt buộc, Sachsen-Coburg và Gotha đã lấp đầy hạn ngạch của mình trong Quân đội Đế quốc Đức bằng lệnh động viên.

## Hành chính
Thủ phủ của Sachsen-Coburg và Sachsen-Gotha là Coburg và Gotha. Đến năm 1914, diện tích và dân số của hai công quốc là:
| Công quốc   | Diện tích | Diện tích | Dân số  |
| ----------- | --------- | --------- | ------- |
| Công quốc   | km2       | sq mi     | Dân số  |
| Saxe-Coburg | 562       | 217       | 74,818  |
| Saxe-Gotha  | 1.415     | 546       | 182,359 |
| Total       | 1,977     | 763       | 257,177 |

Công tước có cả dinh thự cư trú ở cả Gotha và Coburg. Do đó, toàn bộ triều đình công tước, bao gồm cả Nhà hát triều đình, phải di chuyển hai lần một năm: từ Gotha đến Coburg vào mùa hè, từ Coburg đến Gotha vào mùa đông.[9] Đối với Nhà hát triều đình, hai tòa nhà gần như giống hệt nhau đã phải được xây dựng vào năm 1840 tại Gotha (bị phá hủy trong Thế chiến thứ hai) và Coburg (nay là Nhà hát Landestheater Coburg) và sau đó được bảo trì cùng một lúc. Ngoài các dinh thự cư trú, Lâu đài Friedenstein ở Gotha và Lâu đài Ehrenburg ở Coburg, gia đình công tước còn sử dụng Schloss Reinhardsbrunn ở Gotha cũng như các lâu đài Rosenau và Lâu đài Callenberg ở Coburg và nhà nghỉ săn bắn Lâu đài Greinburg, Grein, Áo (hai lâu đài sau hiện vẫn thuộc sở hữu của nhánh công tước thuộc Vương tộc Sachsen-Coburg và Gotha).
Chỉ có Công quốc Gotha, cùng với các Công quốc Sachsen-Meiningen và Sachen-Altenburg lân cận và đặc biệt là Đại công quốc Sachsen-Weimar-Eisenach – mới có thể trở thành một trong những nhà nước tài trợ cho Đại học Jena. Coburg không có trường đại học riêng. Nó cũng không có tòa án riêng. Gotha có tòa án riêng trong khi Coburg phải đến Meiningen để quản lý pháp lý.

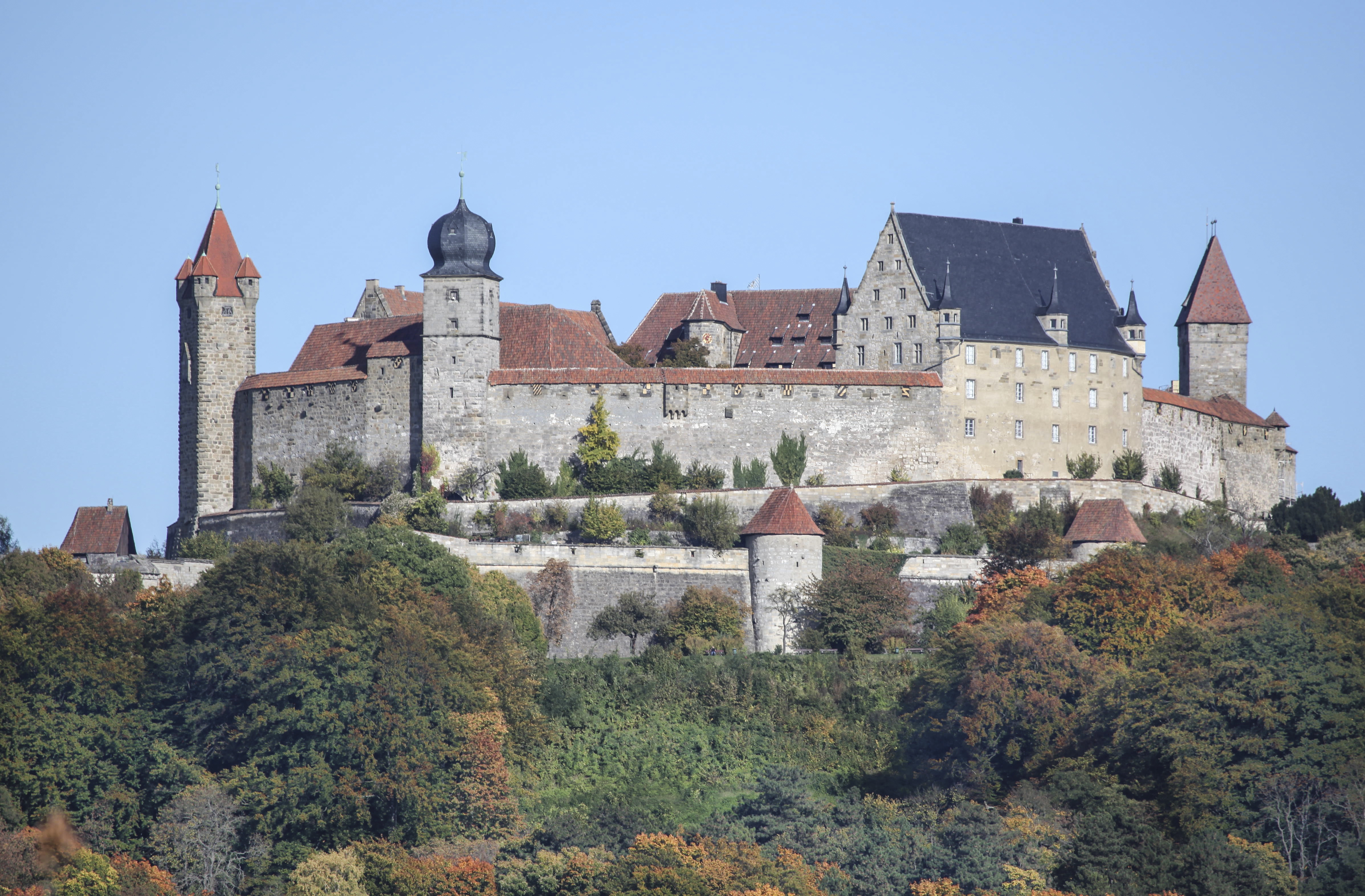
Veste Coburg
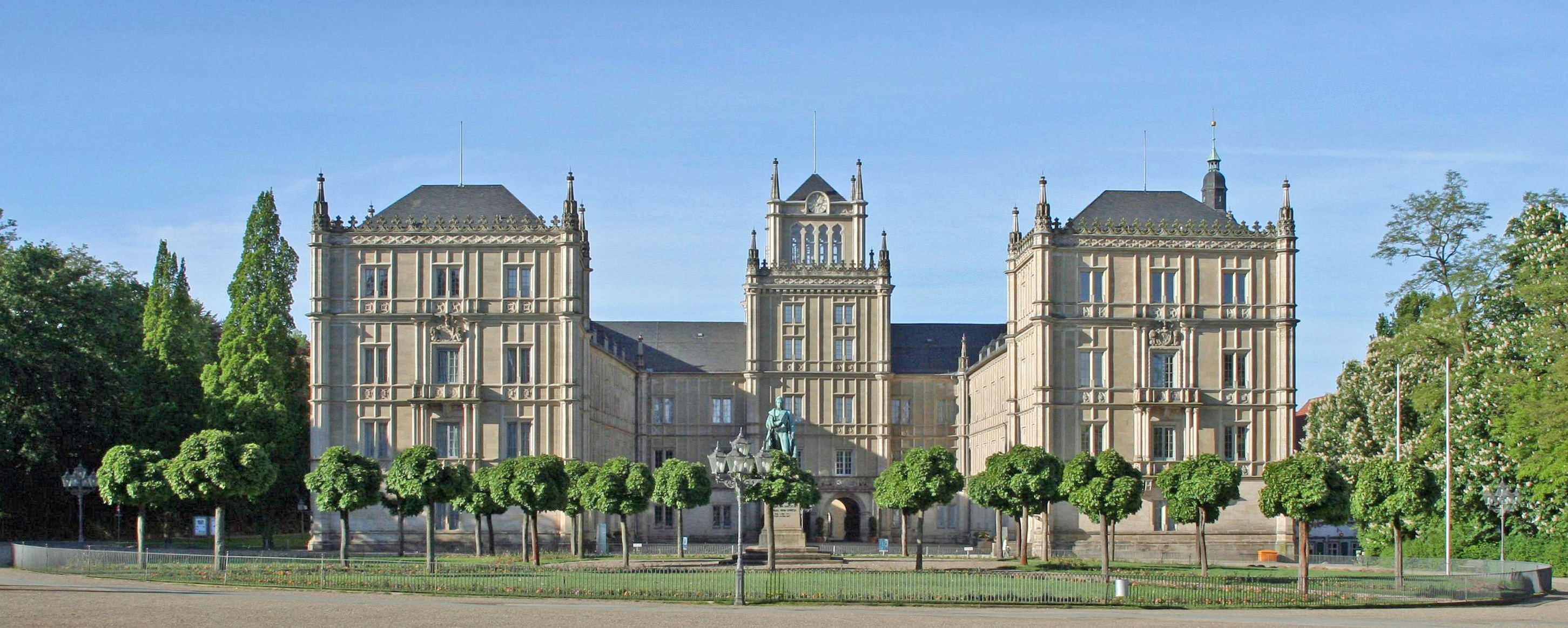
Cung điện Ehrenburg, Coburg
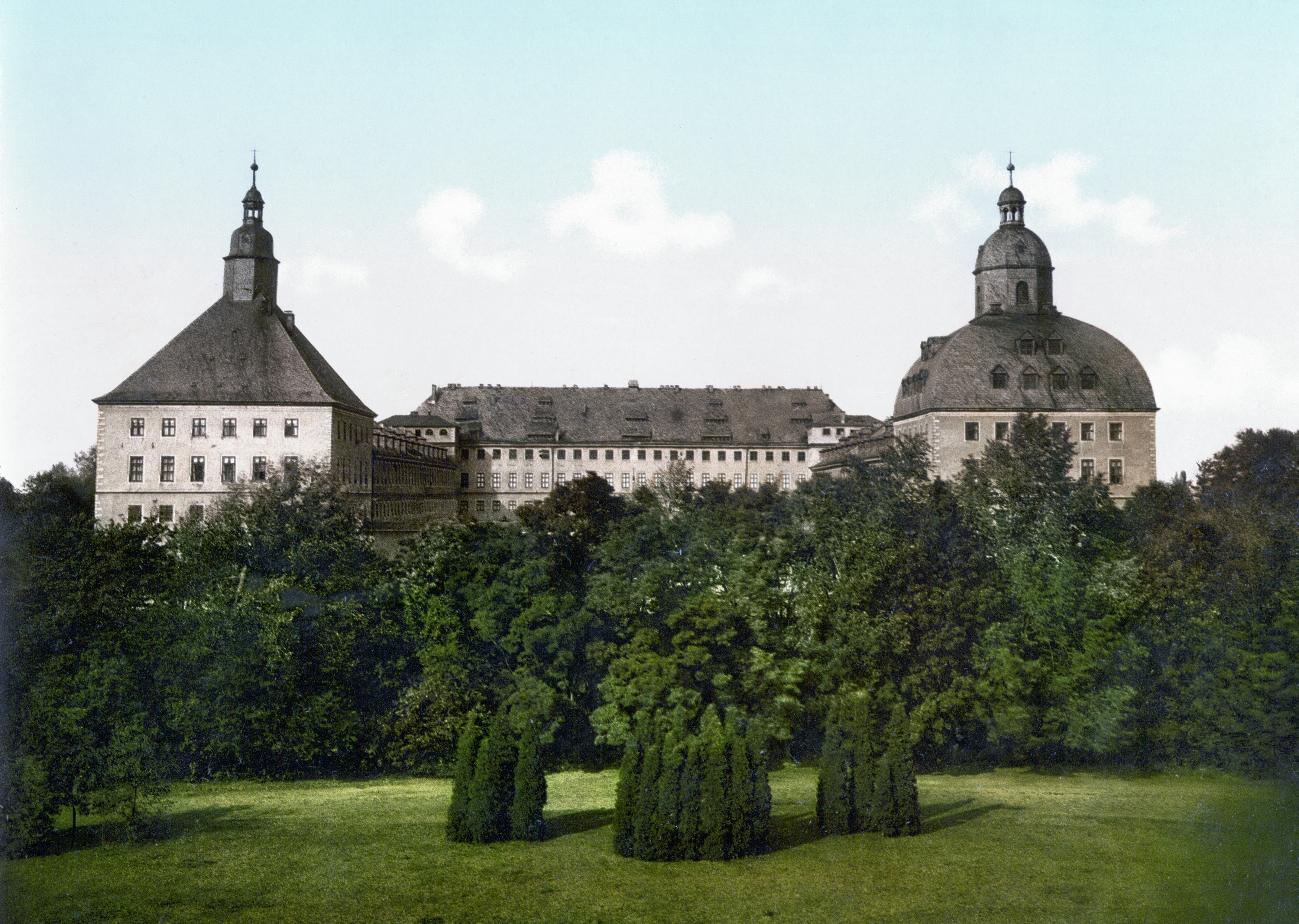
Cung điện Friedenstein, Gotha
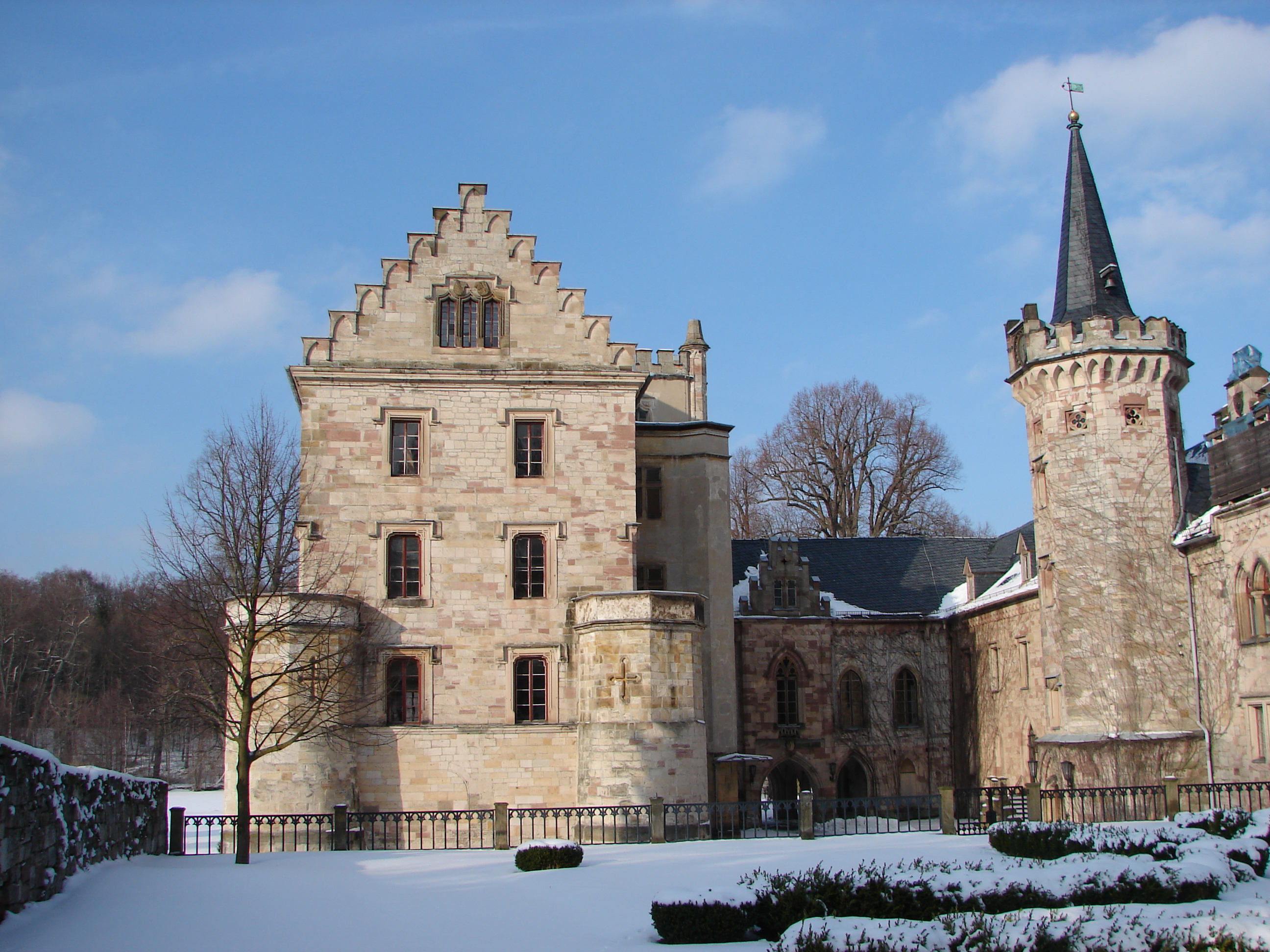
Lâu đài Reinhardsbrunn, Gotha
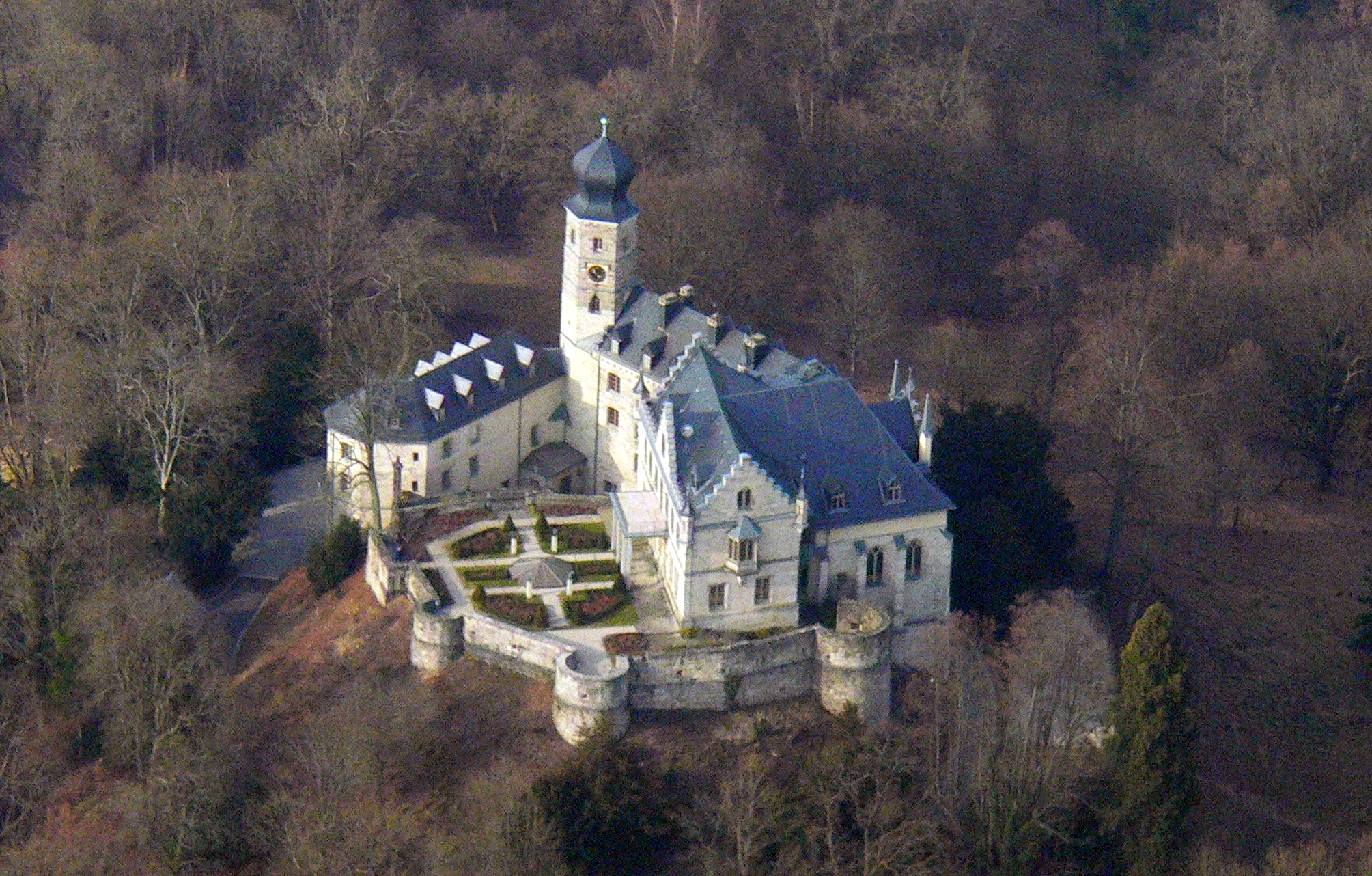
Lâu đài Callenberg, Coburg
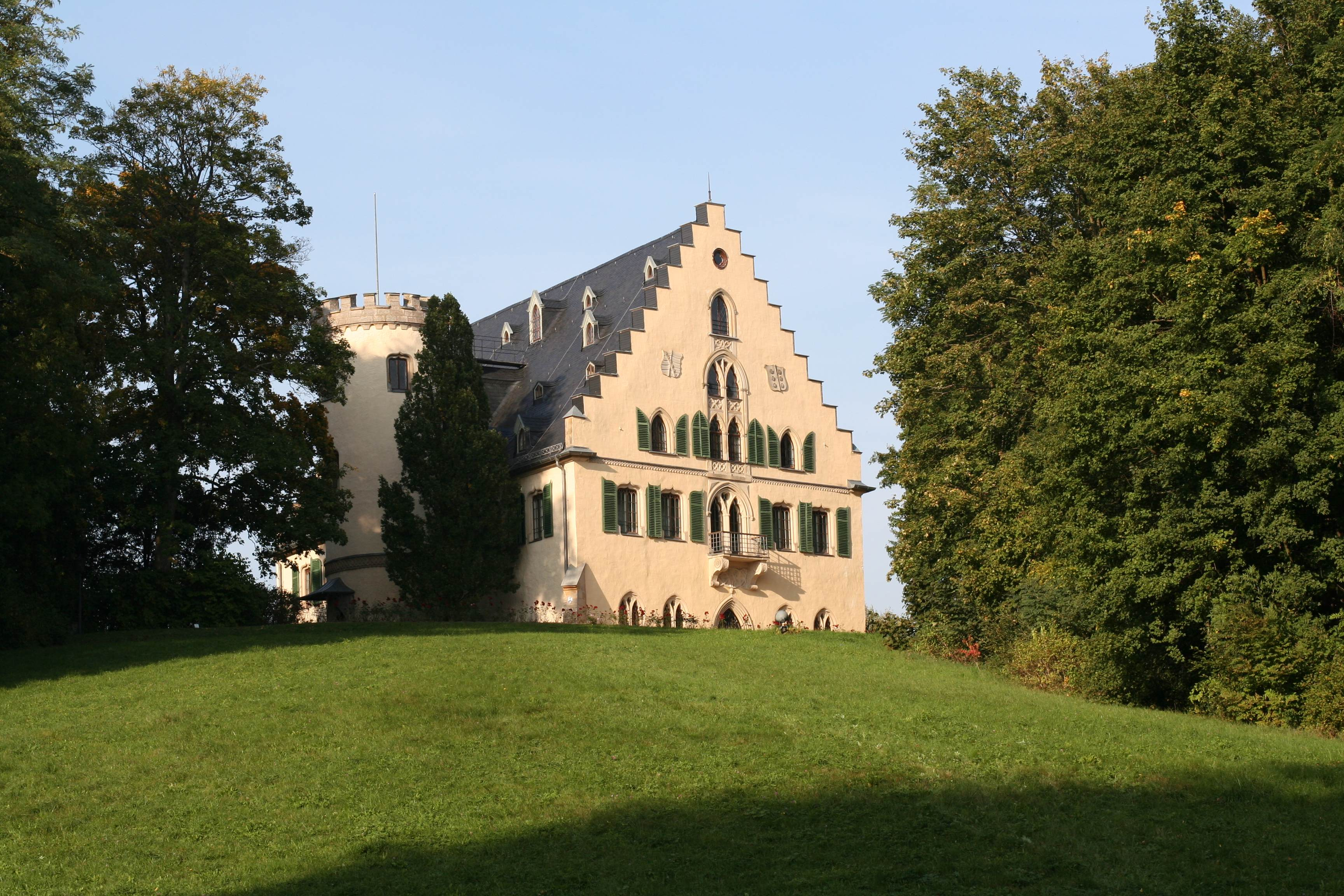
Lâu đai Rosenau, Coburg

## Vương quyền

### Tước hiệu và phong cách của nhà cầm quyền
Theo Staatsgrundgesetz (luật Hoàng gia) của Công quốc Sachsen-Coburg và Gotha, tước hiệu đầy đủ của Công tước là: Wir, Ernst, Herzog zu Sachsen-Coburg und Gotha, Jülich, Cleve und Berg, auch Engern und Westphalen, Landgraf in Thüringen, Markgraf zu Meißen, gefürsteter Graf zu Henneberg, Graf zu der Mark und Ravensberg, Herr zu Ravenstein und Tonna usw.
Dịch: Chúng tôi, Ernst, Công tước xứ Sachsen-Coburg và Gotha, Jülich, Cleves và Berg, cũng như Angria và Westphalia, Landgraf ở Thuringia, Markgraf xứ Meissen, Bá tước thân vương xứ Henneberg, Bá tước xứ Mark và Ravensberg, Lãnh chúa xứ Ravenstein và Tonna, vân vân.

### Chức danh và phong cách của các thành viên khác trong gia đình
Việc sử dụng các danh hiệu Công tước và Thân vương có thể bị hạn chế nếu cuộc hôn nhân xung đột với các yêu cầu của Staatsgrundgesetz hoặc nếu một thành viên của gia đình từ bỏ các yêu sách của mình đối với bản thân và con cháu của mình.

## Các Công tước xứ Sachsen-Coburg and Gotha (1826–1918)

Quốc huy xứ Sachsen-Coburg
và Gotha

Heraldic shield xứ Sachsen-Coburg và Gotha

- Ernst I xứ Sachsen-Coburg và Gotha (1784–1844) trị vì 1826–1844
  - Ernst II xứ Sachsen-Coburg và Gotha (1818–1893) trị vì 1844–1893
  - Albrecht xứ Sachsen-Coburg và Gotha (1819–1861), Vương tế của Vương quốc Anh và Ireland 1840–1861
    - Vua Edward VII của Anh (1841–1910), trị vì 1901-1910;
    - Alfred, Công tước xứ Sachsen-Coburg và Gotha, Công tước xứ Edinburgh (1844–1900), trị vì 1893–1900
      - Alfred, Công tử xứ Sachsen-Coburg và Gotha (1874–1899), mất trước cha mình

    - Vương tử Arthur, Công tước xứ Connaught và Strathearn (1850–1942)
      - Vương tôn tử Arthur xứ Connaught (1883–1938)
        - Alastair Windsor, Công tước thứ 2 xứ Connaught và Strathearn (1914–1943)

    - Vương tử Leopold, Công tước xứ Albany (1853–1884)
      - Carl Eduard xứ Sachsen-Coburg và Gotha (1884–1954), trị vì 1900–1918, thoái vị năm 1918